# Don't Call Me Angel
«Don't Call Me Angel», oficialmente titulada «Don't Call Me Angel (Charlie's Angels)» es una canción interpretada por las cantautoras estadounidenses Ariana Grande, Lana Del Rey y Miley Cyrus. Fue lanzada el 13 de septiembre como el primer sencillo de la banda sonora de la película de Los ángeles de Charlie (2019) a través del sello discográfico Republic Records. La canción fue escrita por Alma-Sofia Miettinen, Grande, Ilya Salmanzadeh, Del Rey, Max Martin, Cyrus y Savan Kotecha.

## Antecedentes
El 26 de junio de 2019, Grande, Cyrus y Del Rey publicaron en sus respectivas redes sociales un breve clip con el símbolo de Los ángeles de Charlie y un círculo de carga. La colaboración se confirmó oficialmente a través de un tráiler de la película un día después, junto con un fragmento de la canción. Grande reveló vía Twitter que el nombre de la canción sería «Angel», no obstante, más tarde el título de la canción fue cambiado a «Don't Call Me Angel».

## Recepción crítica
Craig Jenkins, de Vulture, escribió que el sencillo «combina estilos que suenan bien sólos pero luchan por gelatinarse [...] tal es la inmensidad del espacio entre las cantantes presentes». Stacy Anderson de Pitchfork declaró que las estrellas del pop «se encuentran en un denominador común creativo más bajo de lo que han disfrutado últimamente» y agregó que la canción tiene una «planitud distinta». Rhian Daly de NME afirmó que «definitivamente no era el seguimiento del tema «Independet Woman» de las Destiny's Child y que la colaboración fue «mucho menos potente».

## Video musical
Filmado en julio de 2019 y dirigido por Hannah Lux Davis, el video musical y la canción fueron lanzados el 13 de septiembre de 2019. La popular ubicación residencial de filmación Villa de León se usó para el video, su gran escalera reconocible, las puertas interiores decorativas de rejilla de hierro, vestíbulo y balaustradas exteriores haciendo su aparición. El final contó con Elizabeth Banks repitiendo su papel de Susan Bosley en la película.
Video lírico
Un video lírico fue lanzado el 16 de septiembre de 2019, este incluye varias escenas de la película.

## Presentaciones en vivo
«Don't Call Me Angel» fue interpretada por primera vez en vivo por Cyrus en el iHeartRadio Music Festival el 29 de septiembre de 2019.

## Créditos y personal
Créditos adaptados de Tidal.
- Ariana Grande - voz, composición, producción vocal
- Miley Cyrus - voz, composición
- Lana Del Rey - voz, composición
- Ilya Salmanzadeh - producción, composición, bajo, batería, teclados
- Max Martin - producción, composición, bajo, batería, teclados
- Alma-Sofia Miettinen - composición
- Savan Kotecha - composición
- Cory Bice - ingeniería de registros
- Jeremy Lertola - ingeniería discográfica
- Sam Holland - ingeniería de registros
- John Hanes - ingeniería de mezcla
- Serban Ghenea - mezcla

## Posicionamiento en listas
| Listas (2019)                          | Mejor posición |
| -------------------------------------- | -------------- |
| Alemania (Media Control AG)            | 11             |
| (Argentina Hot 100)                    | 82             |
| Australia (ARIA)                       | 4              |
| Austria (Ö3 Austria Top 40)            | 12             |
| Bélgica (Flandes) (Ultratop 50)        | 28             |
| Bélgica (Valonia) (Ultratop 50)        | 39             |
| Canadá (Canadian Hot 100)              | 7              |
| Croacia (HRT)                          | 17             |
| Dinamarca (Tracklisten)                | 22             |
| Escocia (Scottish Singles Sales Chart) | 1              |
| Eslovaquia (Singles Digitál Top 100)   | 91             |
| Eslovaquia (Singles Digitál Top 100)   | 3              |
| España (PROMUSICAE)                    | 28             |
| Estados Unidos (Billboard Hot 100)     | 13             |
| Estados Unidos (Adult Top 40)          | 40             |
| Estados Unidos (Mainstream Top 40)     | 24             |
| Estados Unidos (Rolling Stone 100)     | 7              |
| Estonia (Eesti Ekspress)               | 4              |
| Finlandia (Suomen virallinen lista)    | 9              |
| Francia (SNEP)                         | 64             |
| Grecia (IFPI Grecia)                   | 1              |
| Hungría (Single Top 40)                | 1              |
| Hungría (Stream Top 40)                | 2              |
| Irlanda (IRMA)                         | 2              |
| Italia (FIMI)                          | 39             |
| Japón (Japan Hot 100)                  | 61             |
| Luxemburgo Digital Songs (Billboard)   | 3              |
| Malasia (RIM)                          | 7              |
| Noruega (VG-lista)                     | 13             |
| Nueva Zelanda (Recorded Music NZ)      | 6              |
| Países Bajos (Dutch Top 40)            | 28             |
| Países Bajos (Mega Single Top 100)     | 27             |
| Portugal (AFP)                         | 8              |
| República Checa (Rádio Top 100)        | 3              |
| Singapur (RIAS)                        | 3              |
| Suecia (Sverigetopplistan)             | 25             |
| Suiza (Schweizer Hitparade)            | 4              |

## Certificaciones
| País (Organismo certificador) | Certificaciones | Ventas certificadas | Ref.   |
| ----------------------------- | --------------- | ------------------- | ------ |
| Australia (ARIA)              | Platino         | 70 000              | [ 53 ] |
| Brasil (Pro-Música Brasil)    | Diamante        | 160 000             | [ 54 ] |
| Canadá (MC)                   | Oro             | 40 000              | [ 55 ] |
| Noruega (IFPI)                | Oro             | 30 000              | [ 56 ] |
| Nueva Zelanda (RMNZ)          | Oro             | 15 000              | [ 57 ] |
| Polonia (ZPAV)                | Platino         | 20 000              | [ 58 ] |
| Portugal (AFP)                | Oro             | 5 000               | [ 59 ] |
| Reino Unido (BPI)             | Plata           | 200 000             | [ 60 ] |

## Historial de lanzamiento
| Región         | Fecha                    | Formato                                                                | Discográfica          | Ref.   |
| -------------- | ------------------------ | ---------------------------------------------------------------------- | --------------------- | ------ |
| Varios         | 13 de septiembre de 2019 | Descarga digital y streaming                                           | Republic Records      | [ 61 ] |
| Australia      | 13 de septiembre de 2019 | Contemporary hit radio                                                 | Republic Records      | [ 62 ] |
| Italia         | 13 de septiembre de 2019 | Contemporary hit radio                                                 | Universal Music Group | [ 63 ] |
| Reino Unido    | 13 de septiembre de 2019 | Contemporary hit radio                                                 | Universal Music Group | [ 64 ] |
| Reino Unido    | 14 de septiembre de 2019 | Adult contemporary                                                     | Universal Music Group | [ 65 ] |
| Estados Unidos | 16 de septiembre de 2019 | Adult contemporary                                                     | Republic Records      | [ 66 ] |
| Estados Unidos | 17 de septiembre de 2019 | Contemporary hit radio                                                 | Republic Records      | [ 67 ] |
| Estados Unidos | Enero de 2020            | 7 pulgadas, 12 pulgadas, CD, cassette y disco ilustrado de 12 pulgadas | Republic Records      | [ 68 ] |